# Rock Island Arsenal

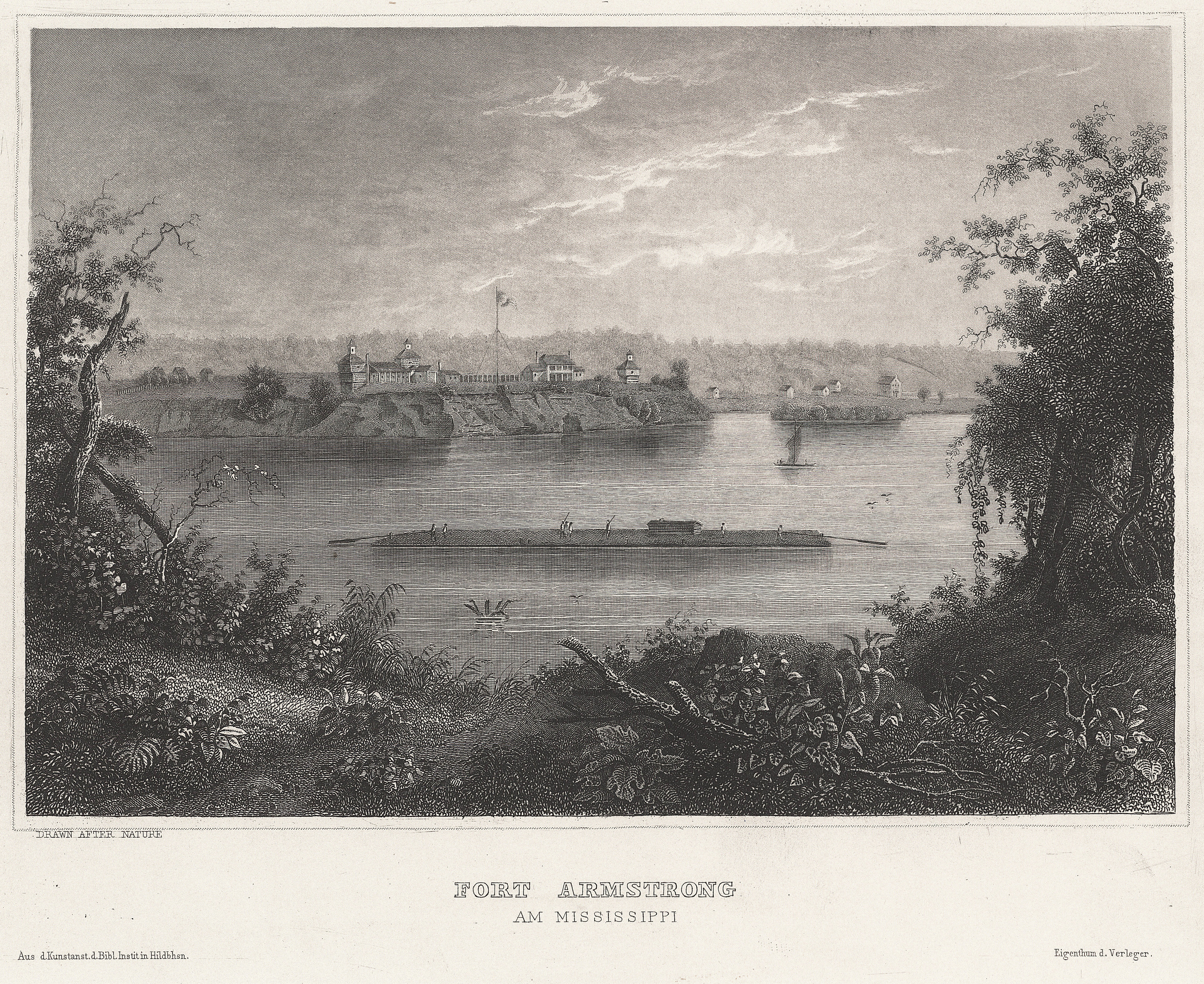
Fort Armstrong (1859).

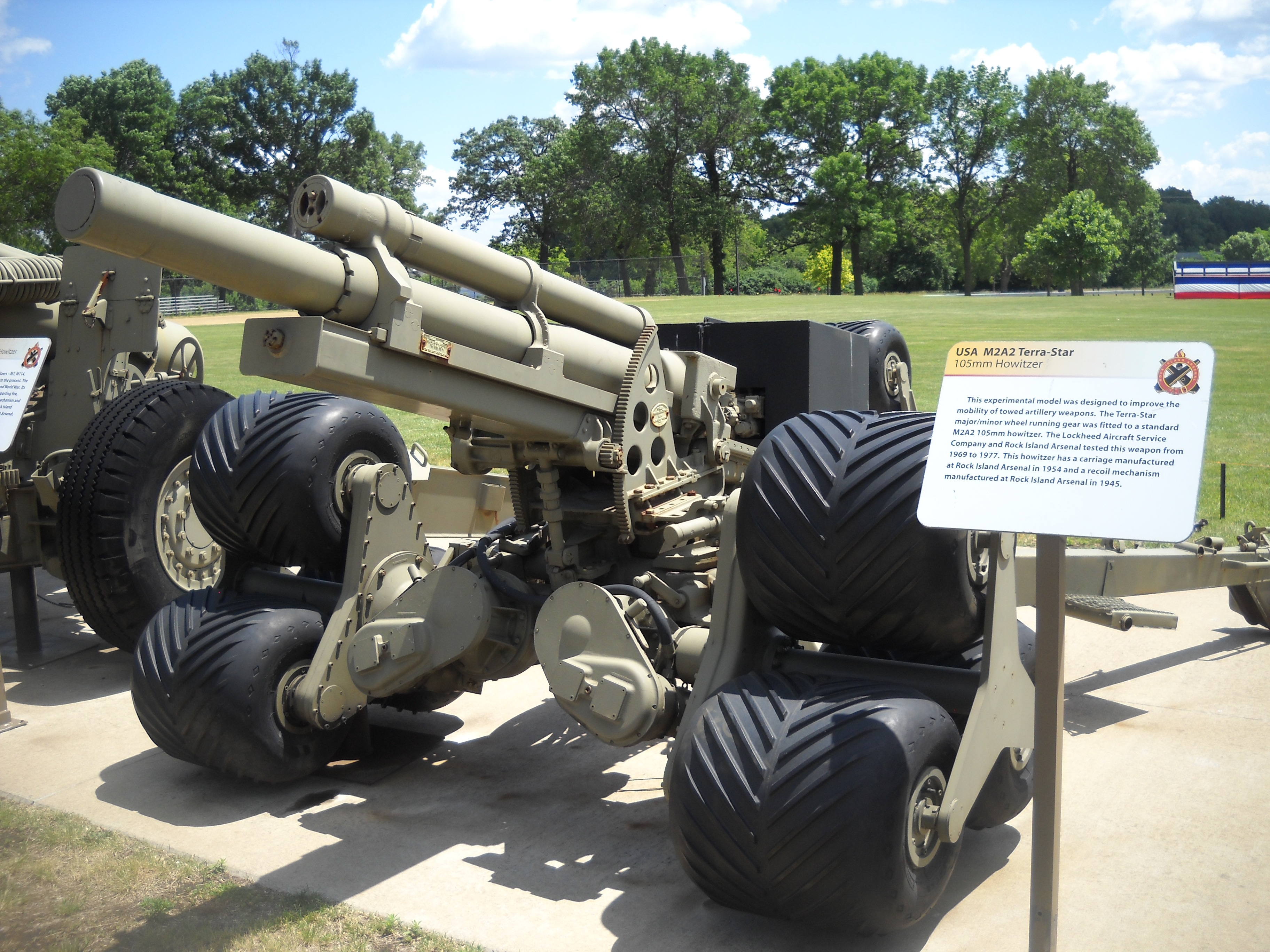
Test van een nieuw affuit van Rock Island Arsenal. Opgenomen in de collectie van het museum.

Rock Island Arsenal is een plaats (census-designated place) in de Amerikaanse staat Illinois, en valt bestuurlijk gezien onder Rock Island County.

## Geografie
Volgens het United States Census Bureau beslaat de plaats een oppervlakte van 6,6 km², waarvan 4,1 km² land en 2,5 km² water. Het is een eiland in de Mississippi en ligt tussen op de grens tussen Illinois en Iowa.
Bij de volkstelling in 2000 werd het aantal inwoners vastgesteld op 145.

## Geschiedenis
In 1804 verkreeg de Amerikaanse regering het eigendom van het eiland na het sluiten van een verdrag met de Sauk en Meskwakihaki indianen. De vroege naam was Rock Island waar later Arsenal aan werd toegevoegd. De eerste 12 jaar gebeurde er niets; dit veranderde in 1816 toen bouwde het leger Fort Armstrong op het eiland om vroege kolonisten te helpen. Het fort bleef tot mei 1836 in gebruik. In 1840 werden twee bruggen aangelegd, de eerste over de Mississippi, een naar de stad Rock Island en de ander naar Moline.
In juli 1862 nam het Amerikaanse Congres een wet aan die het eiland de bestemming gaf van basis voor de productie van militair materiaal en materieel. Rock Island Arsenal is nog steeds actief en is de grootste militaire productielocatie in handen van de Amerikaanse overheid.

### Gevangenis
Tijdens de Amerikaanse Burgeroorlog (1861-1865) werd op het eiland een grote gevangenis gevestigd, Rock Island Prison Barracks. Met de bouw werd in 1863 gestart en in december van hetzelfde jaar waren de faciliteiten compleet en arriveerden de eerste gevangengenomen soldaten van de Confederatie. In totaal hebben ongeveer 12.400 gevangenen vastgezeten. Gedurende de jaren dat de gevangenis in gebruik was ontsnapten 41 gevangenen met succes, meer ontsnapten maar deze werden allemaal weer opgepakt. Nadat de laatste gevangenen waren vrijgelaten zijn alle faciliteiten afgebroken. De enige zichtbare overblijfselen zijn de graven. Tijdens de periode dat de gevangenis actief werd gebruikt - tussen december 1863 en juli 1865 - werden 1964 gevangenen en 125 bewakers van de Unie aldaar begraven. Er zijn ook nog 49 graven van de 108e regiment, een legereenheid van zwarte Amerikanen.

## Rock Island Arsenal
Vanaf 1862 worden er producten gemaakt voor het leger; aanvankelijk lag de nadruk op leerproducten, maar in de loop der tijd is het aanbod sterk uitgebreid. Het was betrokken bij de productie van tanks aan het begin van de Tweede Wereldoorlog, maar maakte vooral naam met de productie van affuiten en houwitsers voor de artillerie. Er werken nu ongeveer 250 militairen en 6.000 burgers. Het is de grootste producent van militaire goederen in handen van de Amerikaanse overheid.

## Rock Island Arsenal Museum
Op 4 juli 1905 werd een militair museum op het eiland voor publiek opengesteld, het op een na oudste militaire museum na West Point Museum welke in 1857 werd geopend. Het museum is sindsdien altijd open geweest, met uitzondering tijdens de beide wereldoorlogen. De gebouwen waren toen nodig voor de productie en opslag van militaire goederen. Sinds 1 juli 1986 is de naam Rock Island Arsenal Museum. Het heeft veel kleine wapens in de collectie, maar ook artilleriestukken en pantservoertuigen. Er is ook veel informatie over de historie van het eiland, zoals een maquette van Fort Armstrong, foto's en documenten met betrekking tot de gevangenis en over de productie van Rock Island Arsenal

## Plaatsen in de nabije omgeving
De onderstaande figuur toont nabijgelegen plaatsen in een straal van 8 km rond Rock Island Arsenal.